# Buurthuiswerk
Het buurthuiswerk (ook club- en buurthuiswerk) is in Nederland ontstaan aan het einde van de 19e eeuw. Aanvankelijk waren buurthuizen, in de beginperiode volkshuizen genoemd, bedoeld als middel voor de culturele opvoeding van de vaak nog on- of halfgeschoolde burgers. In de loop van de 20e eeuw werden buurthuizen door verschillende maatschappelijke groepen als middel ingezet voor onder andere volksopvoeding, onmaatschappelijkheidsbestrijding, emancipatie en als mogelijkheid tot ontspanning. Naast buurthuizen ontstonden ook dorpshuizen, ruimte biedende accommodaties voor het plaatselijk verenigingswerk, en jeugdcentra, met een vergelijkbare doelstelling als buurthuizen, maar dan specifiek voor jongeren. De afbakening tussen voorzieningen als volkshuizen, buurthuizen, dorpshuizen en clubhuizen is vrij vloeiend.

## Geschiedenis

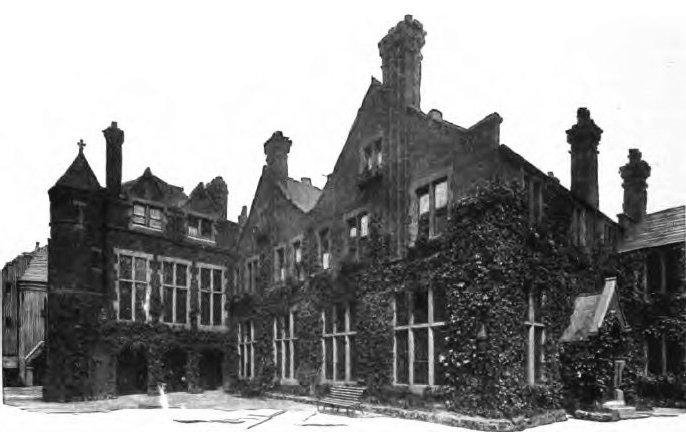
Het voorbeeld voor de Volkshuizen in Nederland, de in 1884 in East End gestichte Toynbeehall (hier op een foto uit 1902)

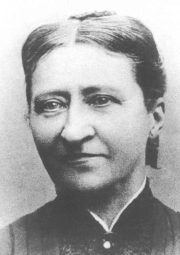
Hélène Mercier, oprichtster eerste buurthuis in Nederland

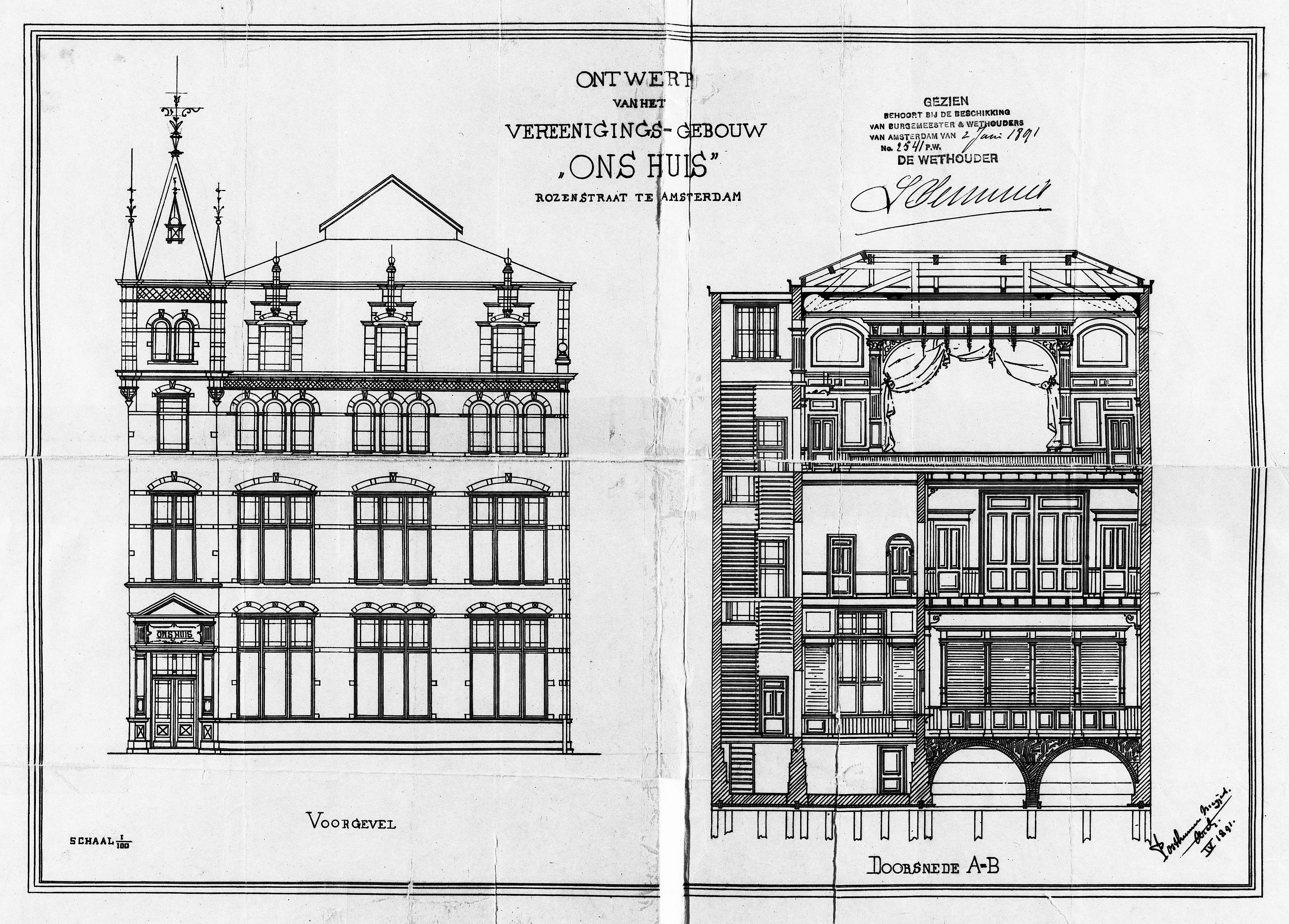
Bouwtekening "Ons Huis" d.d. 1891

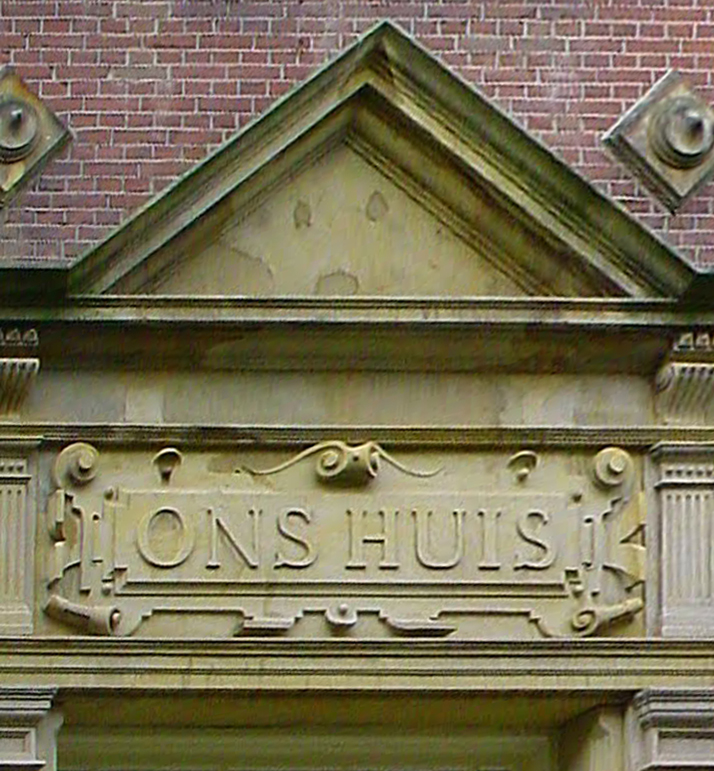
"Ons Huis" in Amsterdam

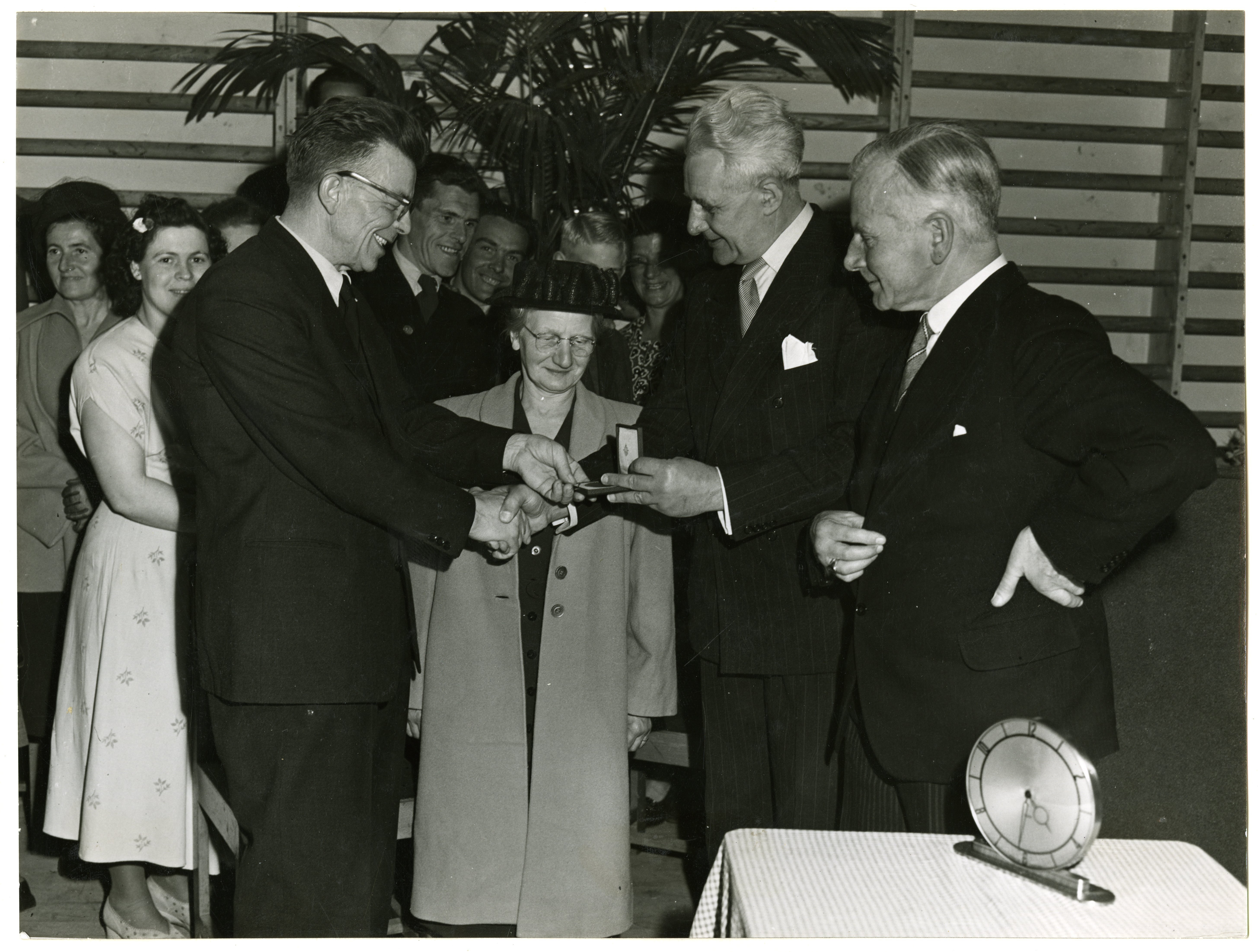
Meester J. de Bruin ontvangt de gemeentepenning voor bijzondere verdienste ter gelegenheid van het 25-jarig bestaan van het clubhuis de Mussen

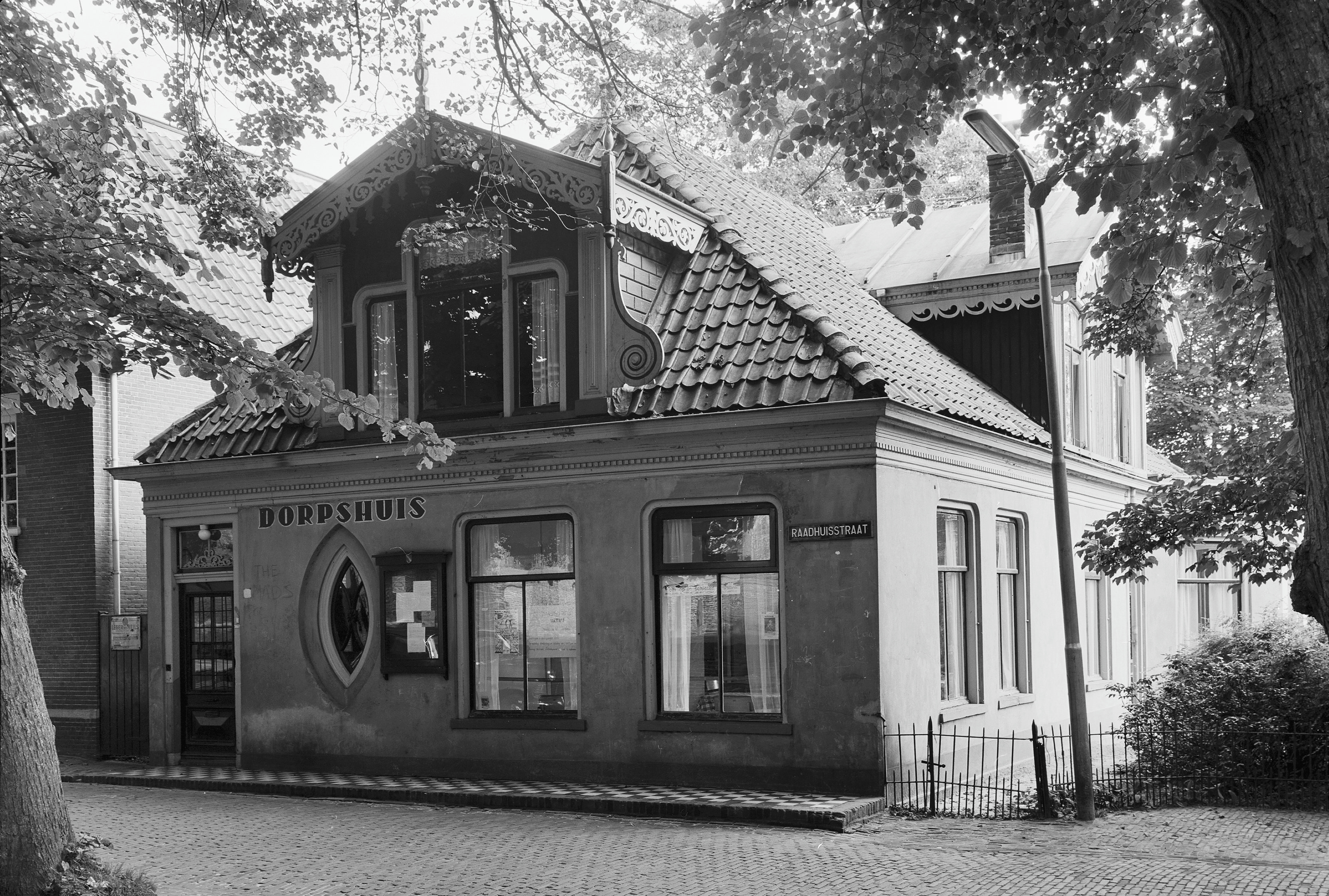
Dorpshuis in Bergen

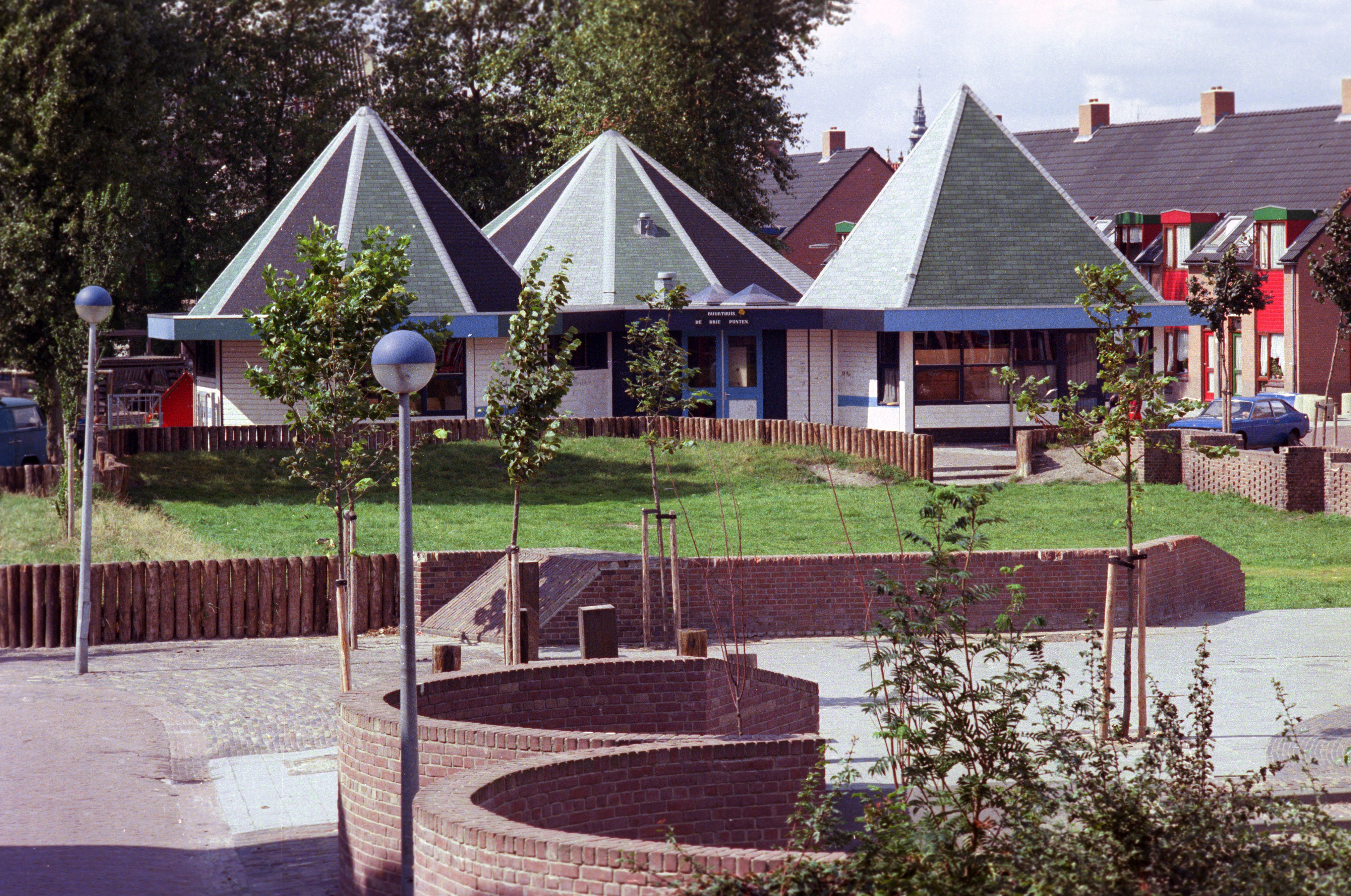
Buurthuis in Haarlem

### Eind 19e eeuw
Het buurthuiswerk in Nederland is in de jaren negentig van de 19e eeuw ontstaan. Het werk ontstond enerzijds als een vorm van het volksontwikkelingswerk, dat in Nederland als gevolg van het verlichtingsdenken in de 19e eeuw vorm had gekregen en anderzijds naar analogie van de gemeenschapshuizen van de Engelse "Settlement movement" van Octavia Hill, Arnold Toynbee en Samuel Barnett. Voorbeeld vormde de in 1884 gestichte Toynbeehall in East End. De eerste buurthuizen in Nederland werden onder de naam Volkshuis gesticht. "Ons Huis" in de Amsterdamse Jordaan was in 1892 een van de eerste buurthuisachtige voorzieningen in Nederland. Stichters waren Hélène Mercier en Jacob Anton Tours en financier was de Amsterdamse filantroop Peter Wilhelm Janssen. "Te Amsterdam is onder dezen naam [Ons Huis] een gebouw gevestigd in de Rozenstraat, bepaaldelijk bestemd om de handwerkslieden en hunne huisgenooten in vrije uren leerzaam en gezellig bezig te houden". In de jaren daarna ontstonden er soortgelijke voorzieningen in Middelburg, Den Haag, Rotterdam en Schiedam. In 1899 werd in Leiden door Emilie Knappert een Volkshuis opgericht. De Volkshuizen hadden tot doel de bewoners van veelal arbeidersbuurten in culturele zin op te voeden. In dit kader werd ook wel gesproken over culturele verheffing van de arbeidersklasse. Veel van deze eerste initiatieven kwamen voort uit de kring van de progressieve, liberale middenklasse, maar ook christen-anarchisten en socialisten, zoals de vrijzinnig predikant Louis Adriën Bähler, zijn vrouw Gesina Boerma en Anne de Koe hielden zich bezig met dit werk.

### Eerste helft van de 20e eeuw tot de Tweede Wereldoorlog
In de eerste helft van de 20e eeuw breidde het buurthuiswerk zich verder uit. Volkshuizen ontstonden in meerdere steden. In 1909 werd in het "Oude Westen" van Rotterdam "Ons Huis" gesticht. Op het platteland werden zowel dorpshuizen als buurthuizen gesticht, vaak met een vergelijkbaar doel, te weten volksontwikkeling. Een van de eerste dorpshuizen was het in 1915 door Gesina Boerma gestichte dorpshuis in het Drentse Paterswolde. In Drenthe ontstonden in het veengebied rond Emmen in de jaren twintig van de 20e eeuw diverse buurthuizen. Naar analogie van deze Drentse ontwikkeling werden er buurthuizen in de provincies Friesland, Groningen en Limburg gesticht. In 1928 werd de Nederlandse Bond van Volkshuizen (NBV) opgericht. Eveneens in de periode voor de Tweede Wereldoorlog ontstonden algemene clubhuizen in Amsterdam, "De Mussen" in Den Haag, "de Arend" en later "de Zeemeeuw" in Rotterdam en "de Haard" in Nijmegen. In Rotterdam werd het initiatief genomen door de natuurkundige dr. W.E. van Wijk, die als vrijwilliger betrokken was geweest bij het Leidse Volkshuis, maar daar teleurgesteld was afgehaakt omdat dit werk er naar zijn oordeel niet in slaagde zogenaamde fabrieksjongeren te bereiken. Ook in Den Haag was de stichting van het clubhuis "De Mussen" te danken aan iemand die teleurgesteld was over de inzet van het Leidse Volkshuis voor de arbeidersjeugd. Deze Jaap de Bruin zou, als meester De Bruin, jarenlang gezichtsbepalend zijn voor dit Haagse clubhuiswerk. "De Zeemeeuw" en "De Haard" waren clubhuizen voor fabrieksmeisjes. De dochter van een Haagse fabrikant, Jenny van den Berg, zou een belangrijk rol spelen bij de ontwikkeling van dit werk. Zij was achtereenvolgens directrice van "De Haard" en daarna van "De Zeemeeuw'.
Ook van kerkelijke zijde werd de waarde van het club- en buurthuiswerk ontdekt. Vanuit de kerken was in de periode voor de Tweede Wereldoorlog vooral van belang om greep te houden op de jongeren van de eigen denominatie. Sint Franciscus Liefdewerk verzorgde het club- en buurthuiswerk bestemd voor katholieke jongeren, maar legde zich vooral toe op de opvang van kansarme jongeren. Verspreid over Nederland exploiteerde Sint Franciscus Liefdewerk zo'n veertig instellingen. Van protestants-christelijke signatuur ontstonden in die periode onder andere "Ernst, Nut, Ontspanning (ENO) in Den Haag, de club- en buurthuisactiviteiten van het "Koning Willemshuis" in Amsterdam en het gereformeerde clubhuiswerk in Amsterdam en Finsterwolde.

### Tijdens de Tweede Wereldoorlog
Nijenhuis vermeldt dat het club- en buurthuiswerk tijdens de Tweede Wereldoorlog een periode van bloei doormaakte. De Duitse bezetter liet het werk ongemoeid, omgekeerd schikten de meeste club- en buurthuizen zich naar de maatregelen van de bezetter. In twee provincies lag dat echter anders. In Drenthe speelde de toenmalige directeur van "Opbouw Drenthe", de latere commissaris van de Koningin Jaap Cramer, een actieve rol in het verzet. Hij weigerde om zich voor het karretje van de Duitsers te laten spannen en het buurthuiswerk in Drenthe werd op een laag pitje gezet. In Limburg kregen de gebouwen een andere bestemming, maar de Stichting Onze Buurthuizen in Limburg had vooraf maatregelen getroffen waardoor een deel van haar bezittingen veilig waren gesteld.

### Na de Tweede Wereldoorlog
Na de Tweede Wereldoorlog begon een periode van verdere uitbreiding van het club- en buurthuiswerk – vanaf die tijd als een verzamelnaam voor het werk in club-, buurt-, dorps- en volkshuizen gebruikt – zowel vanuit de kerken als vanuit de niet-kerkelijk gebonden organisaties. De eerste subsidieregeling voor het jeugdwerk dateert uit 1949 en richtte zich met name op de "massajeugd”. In die tijd – vlak na de Tweede Wereldoorlog – heerste er grote bezorgdheid over wat genoemd werd "de geestesgesteldheid van de massajeugd". Gevreesd werd voor maatschappelijke verwildering van de jeugd. In 1952 bracht de Utrechtse hoogleraar M. J. Langeveld een rapport uit met de titel "Maatschappelijke verwildering der jeugd: rapport betreffende het onderzoek naar de geestesgesteldheid van de massajeugd". Dit rapport was het verslag van een onderzoek verricht in opdracht van het toenmalige Ministerie van Onderwijs, Kunsten en Wetenschappen. De landelijke overheid besloot vervolgens door middel van subsidieregelingen het werk in de club- en buurthuizen te stimuleren. De uitbreiding van het club- en buurthuiswerk hield nauw verband met de totstandkoming van deze rijkssubsidieregelingen, waarmee zowel de bouw als de exploitatie van buurthuizen grotendeels bekostigd konden worden. Voor de Tweede Wereldoorlog was veelal sprake van private financiering van het werk.
Naast de al bestaande landelijke organisatie de NBV, die haar naam veranderde in de Nederlandse Bond voor Sociaal-Cultureel Vormingswerk, ontstond in 1969 de SALCO (Stichting Samenwerkende Landelijke Centrale Organen voor Wijk-, Buurt- en Clubhuiswerk), waarin het werk van zeven levensbeschouwelijke koepels voor club- en buurthuiswerk werd gebundeld. Beide organisaties – SALCO en NBV – zetelden aan de Maliebaan te Utrecht en werkten deels samen, maar beconcurreerden elkaar tegelijkertijd. De Stichting ter Bevordering van het Buurthuiswerk in het Noorden was aangesloten bij de NBV. In 1978 fuseerden NBV en SALCO tot de vereniging GAMMA. In de tweede helft van de jaren tachtig trad een stagnatie op door een substantiële korting van 40% op de rijksbijdragen voor het sociaal-cultureel werk. Het rijk besloot de verantwoordelijkheid voor het werk over te dragen aan de gemeenten. Feitelijk betekende dit het einde van de landelijke organisaties voor club- en buurthuiswerk. Hun rol werd deels overgenomen door provinciale instellingen en deels door stedelijke organisaties. In 1977 waren er volgens het CBS circa 1500 instellingen voor club- en buurthuiswerk. In 1995 waren er volgens het CBS 1427 instellingen met 1903 accommodaties. Sinds de invoering van de Welzijnswet in 1987 zijn de gemeenten in Nederland verantwoordelijk voor de financiering van het club- en buurthuiswerk. Club- en buurthuizen zijn – mede door de schaalvergroting vanaf 1990 – in veel gevallen onderdeel geworden van plaatselijke of regionale welzijnsorganisaties. Sinds 2012 is er sprake van een sterke daling van het aantal buurthuizen in Nederland, omdat meerdere gemeenten vanwege de bezuinigingen besloten hebben om deze voorzieningen te sluiten. Het Sociaal Cultureel Planbureau geeft aan, dat – hoewel harde cijfers ontbreken – er door de financiële crisis een groter beroep wordt gedaan op vrijwilligers: "In plaats van een welzijnswerker gaan bijvoorbeeld de bewoners zelf vrijwillig een buurthuis beheren".

## Programmering
In de eerste helft van de 20e eeuw lag het accent op volksopvoeding en culturele verheffing. Na de Tweede Wereldoorlog werd het kerkelijk georiënteerde buurthuiswerk gaandeweg, mede door de secularisatie, ontdaan van de kerkelijke gebondenheid. De verschillen vervaagden en door de professionalisering van het werk nam de binding met de confessionele achterbannen af. Dit proces van deconfessionalisering is beschreven door Simonse in "De teloorgang van het christelijk clubhuiswerk". De programmering in de buurthuizen verschoof naar een meer actiegerichte aanpak en naar emancipatoire activiteiten. Toch bleven ontmoetings- en ontspanningsactiviteiten, ook in deze periode, deel uitmaken van het programma-aanbod door de buurthuizen. Simonse vat dit samen door er op te wijzen dat in de praktijk van het club- en buurthuiswerk het "element van de samenlevingsopbouw steeds sterker werd". In de jaren zeventig van de 20e eeuw werd dit, aldus Simonse, onder invloed van het toenmalige politieke klimaat in de opleidingen "in marxistische termen gevat". Dat marxistische geluid verdween in de jaren die daarop volgden weer snel. De buurthuizen verbreden hun activiteiten met onder meer peuterspeelzaalwerk, alfabetiseringcursussen, educatie voor nieuwkomers en inburgeringscursussen.

## Bijzonder buurthuiswerk
Een bijzonder vorm van buurthuiswerk was onderdeel van het zogenaamde gespecialiseerd gezins- en wijkwerk, later opbouwwerk in bijzondere situaties. Dit waren buurthuizen die ingezet werden in het kader van de onmaatschappelijkheidsbestrijding. Oorspronkelijk waren de buurthuizen in dit kader opgezet als zogenaamde woonscholen, waar onmaatschappelijke gezinnen werden heropgevoed. In de jaren zestig en zeventig van de 20e eeuw trad ook daar een verschuiving op van opvoeding naar emancipatie van de doelgroep.

## Opleiding
Het buurthuiswerk was deels gestart door vrijwilligers. Vanuit de kerken werden veelal pastores, predikanten en werkers met een kerkelijke opleiding ingezet. In ander deel van het club- en buurthuiswerk waren leden van jeugdorganisaties als vrijwilliger actief. In de loop van de 20e eeuw ontstonden er beroepsopleidingen voor jeugd- en club- en buurthuiswerkers. Op middelbaar niveau waren bekende opleidingen Middeloo, de Kopse Hof en de Jelburg, die bekendstonden als de Mikojelopleiding. Op het niveau van het hoger beroepsonderwijs werd aan de sociale academies de studierichting sociaal-cultureel werk ingericht. Binnen de laatste opleiding kregen in de jaren zeventig van de 20e eeuw de theorieën van Alinsky ("Dat hoef je niet te nemen! De organisatie van de sociale actie"), Freire ("Pedagogiek van de onderdrukten"), Milikowski ("Lof der onaangepastheid") en Reckman ("Sociale Aktie, naar een strategie en methodiek") ruim aandacht. Mede door de komst van jong opgeleide beroepskrachten trad een verschuiving in de programmering op. Regelmatig leidde dat ook tot spanningen tussen de meer actiegerichte beroepskrachten en zij die meer gericht waren op ontwikkeling en ontplooiing van de deelnemers.
Na de integratie van de sociale academies in de hogescholen werd de opleiding tot buurthuiswerker opgenomen als onderdeel van de Culturele en Maatschappelijke Vorming. Ook op middelbaar niveau kan een dergelijke opleiding worden gevolgd.

## Werkgevers
Vanwege de toegenomen professionalisering van het club- en buurthuiswerk ontstond na de Tweede Wereldoorlog de behoefte aan een landelijke werkgeversorganisatie die voor de sector kon onderhandelen met de vakbonden over salaris en rechtspositie van de beroepskrachten. Zo ontstond in de jaren zestig de werkgeversvereniging in het wijk- buurt- en clubhuiswerk (WWBC) , die eind jaren zestig met de vakbonden de zogenaamde LOAC-salarisregeling afsloot. De WWBC fuseerde in 1979 met de werkgeversvereniging jeugd- en jongerenwerk tot de nieuwe werkgeversvereniging sociaal cultureel werk (WSCW). Deze werkgeversvereniging WSCW fuseerde eind jaren tachtig van de 20e eeuw met enkele andere landelijke werkgeversorganisaties tot de VOG (Vereniging van Ondernemingen in de Gepremieerde en Gesubsidieerde Sector). In 2002 kreeg deze organisatie de naam MOgroep (Maatschappelijk Ondernemersgroep), die vervolgens in 2016 als nieuwe naam Sociaal Werk Nederland kreeg.

## Tijdschriften
In de bloeiperiode van het club- en buurthuiswerk in de jaren zestig tot negentig van de 20e eeuw verschenen er meerdere periodieken over het buurt(huis)werk.
- De Schalm, van 1935 tot 1970 uitgegeven door de Nederlandse Bond van Volkshuizen/Nederlandse Bond voor Sociaal-Cultureel Vormingswerk
- Attak, van 1970 tot 1978 uitgegeven door de Nederlandse Bond voor Sociaal-Cultureel Vormingswerk als voortzetting van De Schalm
- Salcofoon, van 1970 tot 1978 uitgegeven door de Stichting Samenwerkende Landelijke Centrale Organen voor Wijk-, Buurt- en Clubhuiswerk
- Buut, een samenvoeging van Attak en Salcofoon, van 1979 tot 1988 uitgegeven door de Vereniging Gamma, landelijke organisatie voor sociaal-kultureel werk (in 1989 samengevoegd met het Tijdschrift voor jeugdhulpverlening tot TJJ (tijdschrift voor jeugdhulpverlening en jeugdwerk))